# Joe Healy
Joseph Healy (sinh ngày 26 tháng 12 năm 1986) là một cầu thủ bóng đá người Anh thi đấu ở vị trí tiền vệ. Anh hiện tại là cầu thủ tự do. Trước đó anh từng thi đấu ở Football League cho Millwall.